# Germaine Lacaze
Pour les articles homonymes, voir Lacaze.
Germaine Lacaze est une artiste peintre et graveur aquafortiste française née le 20 décembre 1908 au Bouscat (près de Bordeaux, Gironde, France) et morte le 1er janvier 1994 à Paris.
Élève de Lucien Simon (1861-1945) à l'école des Beaux Arts de Paris et d’Othon Friesz (1879-1949) à l’Académie de la Grande Chaumière, son œuvre colorée et figurative et ses thèmes d’inspiration intimiste la rattachent à la suite du mouvement des peintres de la réalité poétique.
À 9 ans, elle s’installe avec ses parents à Paris et dispose dès 1934 d’un atelier à Montparnasse, rue Notre-Dame-des-Champs (Paris 6e), puis à partir de 1974 d’un appartement d’artiste de la ville de Paris dans le 12e près du bois de Vincennes. Elle peint de 1937 jusqu’à la fin de sa vie, dans sa maison de campagne à Villeneuve-le-Comte en Seine-et-Marne.
Germaine Lacaze fait partie de l’École de Paris, celle de la deuxième génération qui s’est affirmée après 1945.

## Biographie

### Formation
Après une enfance bordelaise et arcachonnaise au hameau du Mayne sur la commune de Salles (Gironde), Germaine, avec sa mère Jeanne (née Chabres), rejoint Paris en 1918 où son père Pierre-Georges est parti de Bordeaux comme œnologue, puis directeur de chai, à la Halle aux vins de Paris. Le trio familial s’installe dans le Quartier latin à Paris 5e (au 27, puis au 41 rue Monge et enfin au 2 rue des Arènes à partir de 1947). Germaine Lacaze découvre le dessin et l’aquarelle avec Ernestine Cablet-Rinn, une ancienne élève de Madeleine Lemaire, et se prépare dès 1924 à entrer à l'école des Beaux Arts de Paris.

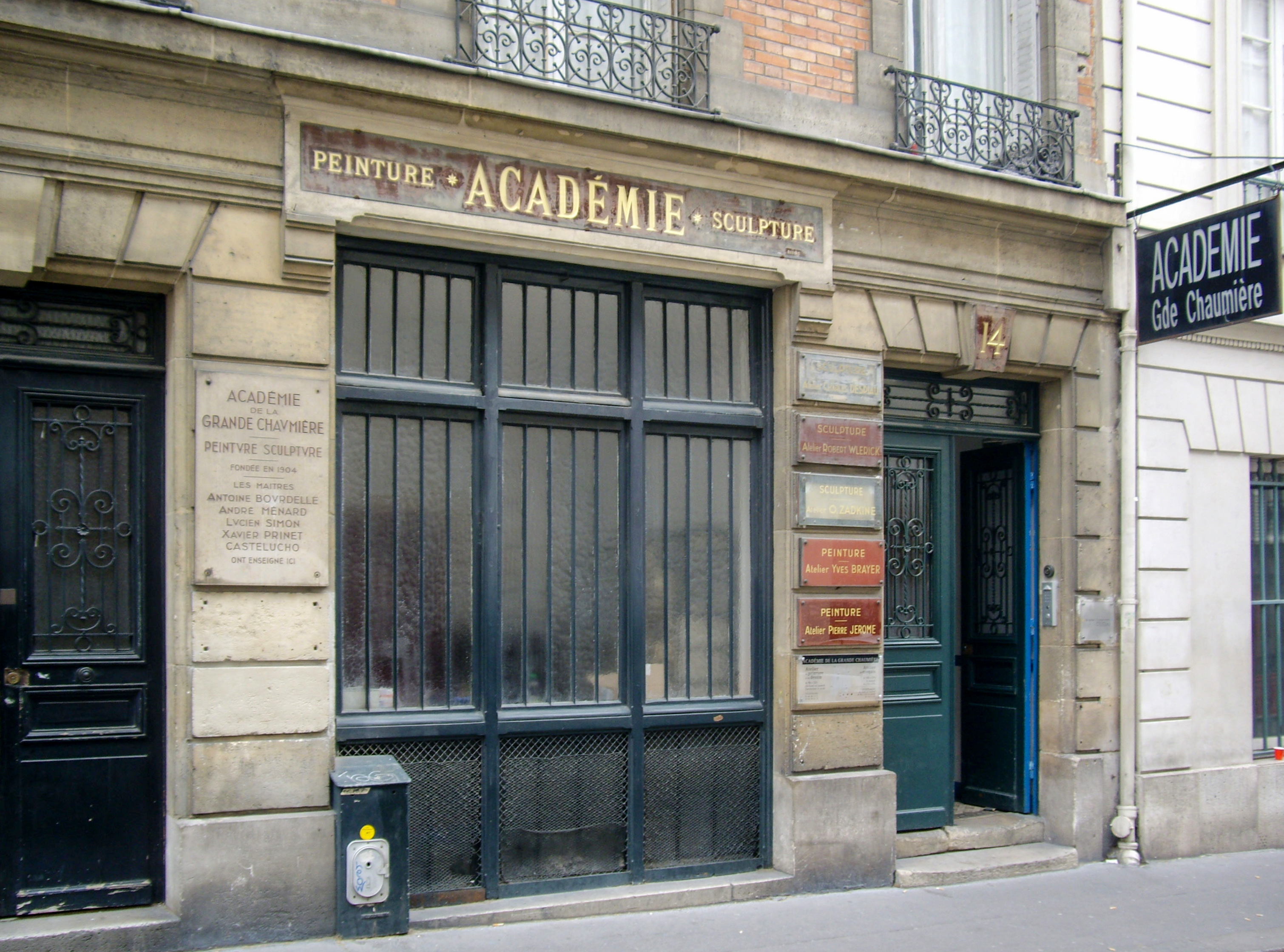
Académie de la Grande Chaumière

Lacaze y est admise comme élève définitive en 1927 avec le rang de première dans sa dix-neuvième année et rejoint l’atelier de Lucien Simon, en même temps que Roger Bezombes (1913-1994), Yves Brayer (1907-1990), Jacques Despierre (1912-1995), Lucien Fontanarosa (1912-1975), Robert Humblot (1907-1962), Henry Jannot (1909-2004) et Georges Rohner (1913-2000). Puis, en 1931, elle poursuit sa formation en suivant les cours d’Othon Friesz à l’Académie de la Grande Chaumière. Elle se lie avec plusieurs autres artistes dont le peintre sculpteur céramiste Gabriel-Sébastien Simonet, dit Sébastien (1909-1990), les photographes Jean Séeberger (1910-1979) et Albert Séeberger (1914-1999), fils de Louis Séeberger, un des trois Frères Séeberger, les peintres François Desnoyer (1894-1972), Gérard Langlet (1906-1990) et la peintre Jacqueline Cerrano (1920-2007).
En parallèle, en 1930, elle obtient ses diplômes de professeur de dessin et va enseigner au lycée Paul Bert à Paris 14e de 1934 à 1972.

### Premier atelier à Montparnasse – Espagne

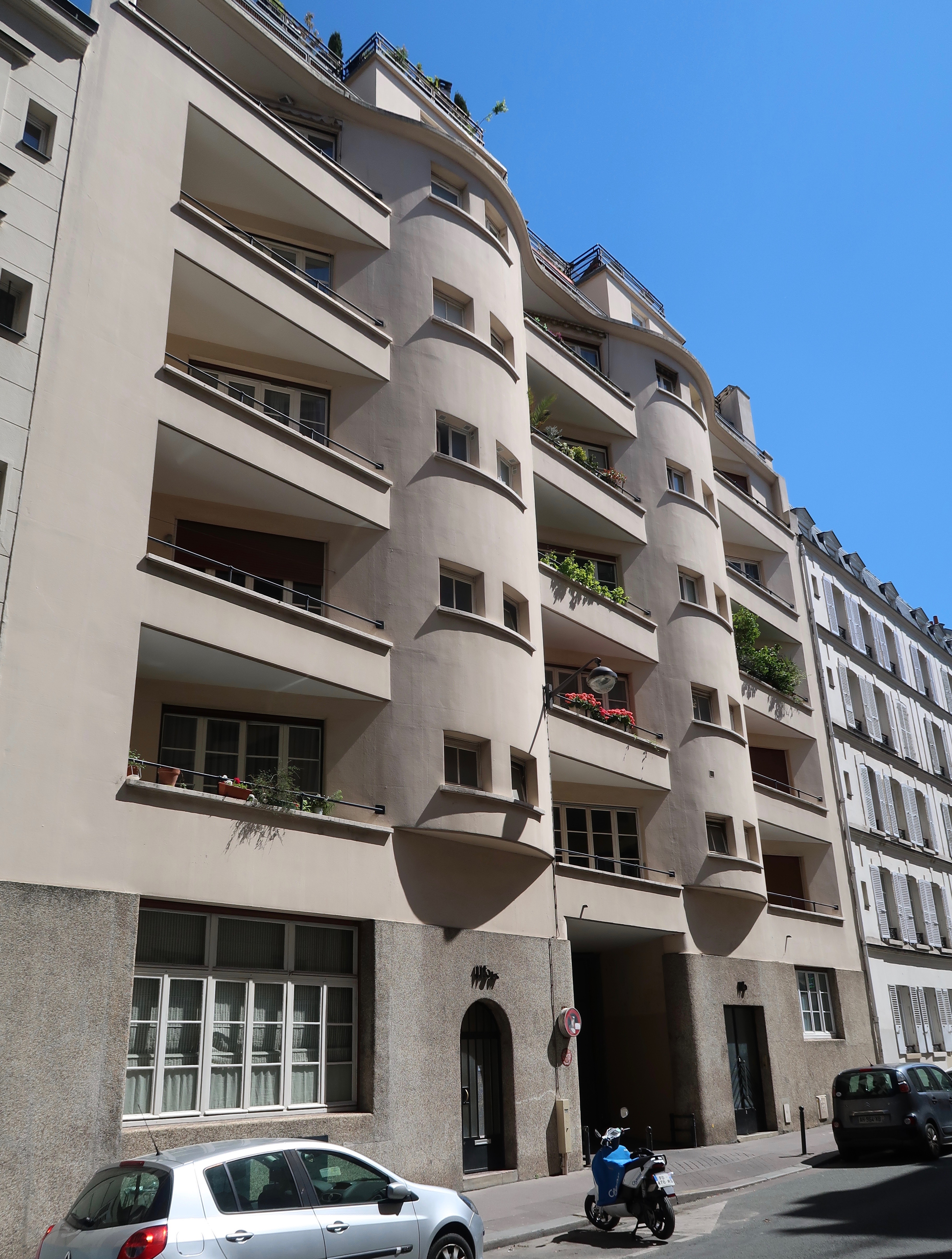
le 115, rue Notre-Dame-des-Champs.

Dès 1933, elle initie ses premiers voyages en Espagne, notamment en Andalousie. En 1934, elle dispose d’un atelier à Montparnasse au 115 rue Notre-Dame-des-Champs (Paris 6e). Ses premières expositions personnelles commencent à Paris en 1935 chez Yvonne Guillon (au 22 rue de Pontoise), puis en 1939 à la galerie Alvaro Barreiro (au 30 rue de Seine). Elle participe aux grands salons parisiens en exposant au Salon des artistes français dès 1931 et au Salon des Tuileries dès 1939.
Pendant l’exode de 1940 en France, elle se réfugie avec ses parents à Bordeaux, puis au hameau du Mayne à Salles, près d’Arcachon, et rentre à Paris après l’armistice.
Dès 1945, elle expose régulièrement, et pendant toute sa carrière, au Salon des indépendants, au Salon des Femmes Peintres et Sculpteurs, au Salon d'automne, au Salon de la Société nationale des beaux-arts et au Salon du dessin et de la peinture à l’eau. En effet, « pour un jeune artiste, capter l’intérêt d’un marchand de tableaux reste très peu probable. Une des seules possibilités qui s’offre est de participer aux manifestations organisées par les différents Salons, certains ayant particulièrement à cette époque un rôle important. Germaine Lacaze vit les effets de l’ensemble de ces conditions auxquelles s’ajoute sa situation d’artiste-femme. »

### Italie - premières expositions à l’étranger
En 1948, elle découvre l’Italie, puis en 1949, de nouveau l’Espagne avec la Castille et la Navarre qui la marquent. Ses premières expositions à l’étranger ont lieu à la galerie Pellas de Lausanne en 1950 et à la galerie Aranaz Darras de Saint-Sébastien (Espagne) en 1952.
Sa mère meurt en 1953, puis son père en 1955.
Sociétaire du Salon d'automne en 1957, puis de la Société nationale des beaux-arts en 1960, elle multiplie, tout au long des années 1960, les expositions personnelles et de groupe : galerie du Fleuve à Bordeaux en 1961, galerie Cimaise du Vieux-Colombier à Paris en 1962, galerie Mirage de Montpellier en 1963, exposition de groupe avec Yvette Alde et Simone Julienne à la galerie Mirage de Montpellier en 1964, exposition de groupe « 7 ateliers parisiens, 7 femmes » à La Calade en Avignon en 1965, exposition de groupe à la galerie Findlay à New York en 1966, exposition à la galerie Motte en 1968 à Genève et expositions de groupe à la galerie 65 de Cannes en 1969 et à la galerie Romanet de Paris en 1970.
À partir de 1968, elle se rend régulièrement à Venise. Elle y dessine et peint de nombreuses vues de la chambre de son hôtel, l’hôtel Gabrielli Sandwirth, riva degli Schiavoni.
En 1971, Germaine Lacaze fait l’objet d’une émission de télévision « Peinture en liberté » en Ile-de-France par Micheline Sandrel avec une visite de son atelier d’artiste à Villeneuve-le-Comte.

### Voyages et second atelier près du bois de Vincennes
Elle participe à plusieurs salons de la banlieue parisienne (salons de Fontainebleau, de Montrouge, de Courbevoie et de Juvisy-sur-Orge) et une grande exposition lui est consacrée au musée de Saint-Maur-des-Fossés en 1974. La même année, elle quitte le Quartier latin pour un appartement d’artiste de la ville de Paris dans le 12e (au 283 rue de Charenton) près du bois de Vincennes.
À la retraite de l’Éducation nationale, elle enchaîne les voyages lointains : le Guatemala et le Mexique en 1973, l’Iran en 1974, l’Inde en 1978, le Japon en 1976, la Chine en 1979, Vienne, Budapest et Prague en 1984 et le Maroc en 1986, sans négliger les expositions personnelles : galerie Michel Perrier à Chateaurenard-de-Provence en 1978, galerie Hérouet à Paris en 1979, galerie Triade à Barbizon en 1980, galerie Vasquez del Rio à Arcachon en 1981, galerie Kaganovitch à Paris avec André Bouler, José Charlet, Éliane Diverly et Elvire Jan en 1982, galerie Michel Perrier en Avignon en 1983 et galerie Bellion à Rennes en 1985. Toujours fidèle à Bordeaux, elle participe à une exposition de groupe « Les maîtres de l’École de Paris : Roger Chapelain-Midy, Yves Brayer, Christian Caillard, André Planson, Jean Jansem, Germaine Lacaze » à la galerie du Parlement à Bordeaux en 1982.

### Rétrospectives et ventes d’atelier
À la fin des années 1980, le temps des rétrospectives et des ventes d’atelier est venu : une exposition à l’Orangerie du Sénat en 1985, une rétrospective à la galerie Bülher à Munich en 1987 et un hommage au Salon d'automne en 1988 alternent avec deux grandes ventes d’atelier, la première en 1987 et la seconde en 1988, à l’Hôtel Drouot à Paris, avec au total près de 570 lots dispersés, qui rencontrent les enchères des amateurs sous le marteau de Maitre Claude Robert,.
La parution du catalogue raisonné de son œuvre peint aux Éditions de l’Amateur (préface de Jacques Chaban-Delmas, texte de Cécile Ritzenthaler) en 1991 précède sa dernière exposition en 1993 à la galerie Roland Maréchal - L’ami des lettres à Bordeaux.
Victime d’un accident vasculaire cérébral en décembre 1993, elle meurt le 1er janvier 1994 dans le 12e arrondissement de Paris, et est inhumée avec ses parents et grands-parents maternels au cimetière de sa commune natale de Le Bouscat, près de Bordeaux. Des hommages lui sont rendus au Salon d'automne, au Salon du dessin et de la peinture à l’eau et au Salon de Saint-Maur-des-Fossés de la même année.
Sa culture littéraire, son amour du verbe et du théâtre, sa pratique de l’espagnol et de l’italien ont laissé d’elle le souvenir d’une femme de caractère et d’engagement, dont la vie a été passionnément consacrée à son art.

## Expositions personnelles
- Paris dans l'œuvre de Germaine Lacaze, mairie du 5e arrondissement de Paris, avril 2023[24].

## Œuvre
Le catalogue raisonné de l’œuvre peint de Germaine Lacaze répertorie plus de 1 300 huiles sur toile.
Nature morte, bouquet, composition picturale avec personnages, portrait, nu, plage, Paris, Venise, le Bassin d'Arcachon, l’Espagne, le Guatemala et le Mexique en constituent les grands thèmes. Ils sont traités à l’aide de techniques variées : peinture à l'huile, gravure, encre de Chine, gouache, aquarelle ou lithographie, avec toujours un regard heureux et humaniste posé sur le monde réel : la nature, les paysages, les jardins, les fleurs, les fruits, les portraits, la plage, les nus, l’eau, le chat Norange, les maternités, les femmes, les acteurs, les poupées anciennes, les quais, les bouquinistes, la rue, les marchés, la fête… même dans le cas de ses toiles en hommage : au vote des femmes, à Francisco de Goya, à Vivaldi, à François Couperin, à Miguel Ángel Asturias, à Odilon Redon, à Gérard de Nerval, à Othon Friesz, à Domenico Scarlatti, à Federico García Lorca ou à Paganini. Pour le critique Guy Dornand, « un amour sensuel, mais sans fièvre ni morbidité, de la vie anime le pinceau de Germaine Lacaze, qu’il caresse le modelé d’une baigneuse endormie, exalte les fleurs, ou capte l’espace et l’air de vastes horizons. » 
Même si elle est légitimement répertoriée comme peintre bordelais de par ses origines et de par l’importance du bassin d'Arcachon dans son œuvre, Germaine Lacaze a surtout créé à Paris et exposé régulièrement dans les salons de la capitale après la Seconde Guerre mondiale. Elle appartient à l’École de Paris, celle de la deuxième génération qui s’est affirmée après 1945.
Son respect d’une certaine tradition picturale, son statut de femme-peintre, son indépendance des mouvements artistiques de l’après-guerre les plus en vogue, son amour de la couleur, le caractère figuratif et heureux de son œuvre la font se rattacher à la suite du mouvement des Peintres de la réalité poétique. Ce mouvement informel est constitué de huit peintres de la génération précédente (Maurice Brianchon, Christian Caillard, Jules Cavaillès, Raymond Legueult, Roger Limouse, Roland Oudot, André Planson et Kostia Terechkovitch), tous nés avant ou juste après 1900, obsédés par la lumière, qui étaient des peintres modestes mais tenaces dans leurs engagements picturaux en opposition avec l’abstraction dominante d’alors, atteignant au niveau poétique. Comme l’indique dans la Revue Arts Roger Bouillot, auteur d’un ouvrage sur les huit peintres fondateurs de ce mouvement : « Elle [Germaine Lacaze] est de la famille de la Réalité poétique… et c’est un peintre du bonheur avec une rare autorité dans la touche. »

### Peintures choisies

#### Portraits
- Portrait de Françoise Lacaze, née Plantey, grand-mère de l’artiste (1926), huile sur toile (hst), signé en bas à droite (sbd), 61 x 46
- Portrait de la mère de l’artiste (1931), hst, signé en bas à gauche (sbg), 65 x 50 (Musée des beaux-arts de Bordeaux)
- Autoportrait au vase de fleurs (1931), hst, sbd, 94 x 75
- Portrait du Dr Robert T. Coliez (1938), hst, sbg, 73 x 60
- Portrait de Jacqueline Cerrano à trente ans (1951), hst, sbg, 92 x 73
- Le modèle au repos, Micheline à l’atelier (1957), hst, sbd, 130 x 97
- Hommage à Goya, portrait de Juana-Mari à l’éventail (1960), hst, sbd, 116 x 73
- Thierry, joie des vacances (1961), hst sbd, 146 x 97
- Claire à l’atelier (1964), hst sbg, 146 x 97
- Portrait de Pierre-Camille Lacaze à Villeneuve-le-Comte (1964), hst sbg, 162 x 97
- La duègne, portrait de Denise Gence, sociétaire de la Comédie-Française (1965), hst, sbg, 73 x 60, (Bibliothèque-Musée de la Comédie-Française)
- Autoportrait, racines (1978), hst, sbd, 162 x 130
- Géraldine et Norange endormis (1981), hst, sbg, 130 x 162

#### Compositions
- Le 14 juillet à Villeneuve-le-Comte (1955), hst, sbg, 130 x 195 (Mairie de Villeneuve-le-Comte)
- Les confitures (1955), hst, sbd, 195 x 130
- Les volailleux (1956), hst, sbd, 195 x 130 (Musée de Saint-Maur-des-Fossés)
- Le vote des femmes (1962), hst, sbd, 130 x 97
- Printemps, Marie (1962), hst, sbd, 130 x 97
- Grazzia au grand chapeau (1965), hst, sbd, 73 x 92
- Paulette et les jumeaux, la lecture (1971), hst, sbd, 195 x 97
- Au Luxembourg (1975), hst, sbd, 130 x 162
- Aux Champs-Élysées (1977), hst, sbd, 130 x 162
- Après-midi d’été (1982), hst, sbd, 130 x 162
- Farniente au jardin (1985), hst, sbd, 162 x 130
- Les mimosas (1987), hst, sbg, 130 x 162

#### Espagne
- Tolède : Virgen del Valle au soir (1953), hst, sbd, 81 x 100
- Le torero vert, la prière du torero (1957), hst, sbg, 130 x 97
- Aldea de Navarre (1957), hst, sbg, 38 x 46
- Puente la Reina (1958), hst, sbg, 73 x 92
- Hommage à Federico Garcia Lorca ou « Balo la luna gitana » (1984), hst, sbg, 116 x 89

#### Paris
- Au café-concert (1928), hst, sbg, 50 x 61
- La solitude (1930), hst, sbd, 46 x 55
- Sur la plate-forme de l’autobus (1932), hst, sbg, 55 x 46
- Quai des Grands-Augustins sous la neige (1950), hst, sbg, 60 x 73
- La bruine, square du Bon Marché (1966), hst, sbd, 33 x 24
- Quai des Grands-Augustins au printemps (1967), hst, sbg, 46 x 27
- Paris, kiosque bleu le soir (1967), hst, sbg, 46 x 27
- Paris, printemps mouillé (1973), hst, sbg, 55 x 46
- La Contrescarpe, pluie d’avril (1973), hst, sbd, 130 x 97
- Place Maubert sous la neige (1982), hst, sbg, 81 x 60
- Place Furstenberg sous la neige (1984), hst, sbd, 81 x 60

#### Bassin d’Arcachon
- A la plage des Abatilles, Marie au maillot jaune (1956), hst, sbg, 130 x 162
- La route landaise (1958), hst, sbd, 100 x 65
- Pêcheurs sur le port de la Teste-de-Buch, Pierre et Juana (1959), hst, sbd, 130 x 195
- Jardin de la Teste le soir (1960), hst, sbd, 73 x 54
- La pinasse rouge (1960), hst, sbg, 50 x 61
- Les deux baigneuses (1961), hst, sbg, 97 x 130
- Les Abatilles, sur la dune (1965), hst, sbd, 55 x 46
- Arcachon, petite baigneuse sous le parasol (1981), hst, sbg, 22 x 27
- Vacances à la plage, coucher de soleil, baie d’Arcachon (1982), hst, sbd, 130 x 162

#### Nus
- Le nu aux coquillages, Juliette (1957), hst, sbd, 146 x 114
- La sieste, Juliette  (1958), hst, sbg, 60 x 92
- Le modèle au petit chien (1960), hst, sbg, 100 x 81
- Petit nu à la tenture (1964), hst, sbg, 24 x 19
- Coin d’atelier, le modèle (1993), hst, sbg, 162 x 130

#### Natures mortes
- Bouquet à l’atelier (1959), hst, sbg, 92 x 73
- Grande nature morte : Pâques à Villeneuve-le-Comte (1961), hst, sbg, 89 x 130
- Les lys rouges à la Teste (1961), hst, sbd, 100 x 81
- Tableau de chasse : les faisans (1961), hst, sbg, 65 x 100
- L’automne : pichet bleu et feuillage de marronnier, (1962), hst, sbd, 100 x 81
- Nature morte à la mandoline, (1962), hst, sbg, 100 x 81
- La brioche briarde, (1962), hst, sbg, 73 x 92
- Amaryllis (1963), hst, sbd, 73 x 60
- Chrysanthèmes et raisins noirs (1964), hst, sbd, 92 x 73
- La nappe rose (1965), hst, sbg, 89 x 116
- Septembre à Villeneuve-le-Comte (1969), hst, sbd, 116 x 89
- Pastorale sous les lilas en fleurs (1975), hst, sbg, 114 x 146
- La mandoline aux mufliers (1976), hst, sbg, 97 x 97
- Hommage à Odilon Redon (1976), hst, sbg, 92 x 73
- Norange et les poupées (1977), hst, sbd, 22 x 14
- Goûter printanier (1978), hst, sbg, 130 x 162
- Hommage à Gérard de Nerval, roses trémières aux citrons verts (1978), hst, sbg, 114 x 146
- Hommage à Othon Friesz (1979), hst, sbg, 162 x 130
- Noël à l’atelier, (1980) hst, sbg, 97 x 130
- Beau mois de mai (1989), hst, sbg, 130 x 97
- La fête des Rois ou bouquet roses rouges et orchidées (1989), hst, sbg, 116 x 89

#### Paysages
- Printemps, église de Villeneuve-le-Comte (1965), hst, sbd, 65 x 81
- Arrivée à New-York (1966), hst, sbd, 55 x 46
- Hommage à François Couperin (1976), hst, sbg, 116 x 89
- Saint-Cyprien plage (1976), hst, sbg, 81 x 100
- Rue à Calcutta, la foule (1978), hst, sbd, 89 x 116

#### Venise
- Venise au vaporetto (1968), hst, sbg, 70 x 35
- Palazzo Dario, crépuscule (1968), hst, sbg, 92 x 73
- Venise, lanternes au ponton (1968), hst, sbd, 73 x 92
- Venise au couchant (1969), hst, sbg, 46 x 27
- Venise, le soir (1972), hst, sbd, 46 x 61
- Venise, la VIème flotte (1973), hst, sbd, 81 x 100
- Le Dôme vert de San Simeone Piccolo (1986), hst, sbg, 92 x 73

#### Guatemala - Mexique
- Mexique : les arums (1975), hst, sbd, 116 x 81
- Oaxaca, Mexique, Las Verjas (1975), hst, sbg, 46 x 38
- Guatémaltèques, Chichicastenango, les âges de la vie (1975), hst, sbg, 38 x 46
- Hommage à Miguel Angel Asturias (1976), hst, sbd, 130 x 162

### Critique
Fortement influencée par le fauvisme et la mise en perspective de Matisse, l’œuvre de Germaine Lacaze est celle d’une « peinture d’art figuratif haute en couleur », alliant avec autorité le souci de la composition, hérité de sa formation chez Lucien Simon aux Beaux-Arts de Paris, et celui de la lumière.
Dès le début, l’œuvre de Germaine Lacaze ne passe pas inaperçue et sa filiation avec celle d’Othon Friesz est remarquée. « Il est amusant de trouver de la virilité chez le peintre exposé à la Galerie Pellas, qui est pourtant une femme. Sa nature de peintre s’exprime dans une langue où, s’il est permis de parler ainsi, l’on reconnaît la voix de son maître Othon Friesz ; néanmoins elle a déjà un accent personnel. »
Peintre de couleur, « Germaine Lacaze peint comme les Fauves à grand renfort de couleurs pures. »
Munie d’une solide formation classique, Germaine Lacaze montre son « hérédité occitane : saine sensualité, goût allègre de la couleur, des tons chauds, de la lumière, exaltation des joies de la vie, amour de la nature. »
Cette artiste est « restée en réalité comme on pourrait dire en religion. Qu’elle peigne des paysages, des natures mortes ou des nus – ces trois aspects de la réalité – Germaine Lacaze semble toujours obéir à deux soucis, celui de la composition et celui de la matière… et pour elle, la matière, c’est la couleur. »
Certains s’étonnent : « Comment peut-il se faire qu’une Germaine Lacaze soit encore à peu près inconnue ? Elle a évidemment peint pour son plaisir, sans trop se soucier d’en tirer parti. »
Pour Jacques Adelin Brutaru, « sa peinture, univers ensoleillé, resplendissant de fleurs, débordant de vie et d’humanité s’explique comme une réponse à une époque pourvue à tout moment de drames… L’artiste se révèle de cette souche des « femmes des Landes » décrites par le bordelais François Mauriac… fortes dans leur raison d’être par la volupté pure de vivre dans le rythme de la nature. D’où la franchise de l’expression dans l’art de Germaine Lacaze. »
Pour Cécile Ritzenthaler, qui dresse son catalogue raisonné en 1991, chez Germaine Lacaze, « le ton local n’existe pas, c’est l’environnement chromatique de l’atelier, le jardin fleuri qui apparait dans l’entablement d’une fenêtre, qui donne toutes les intonations colorées au modèle, qu’il soit assis dans un fauteuil ou lascivement allongé lors d’une sieste d’été chaud. »
Pour Michel Szelengowicz, auteur d’un ouvrage sur le Bassin d’Arcachon vu par les peintres, « la matière est dense. Le développement des volumes, l’approche des plans conduisent à penser que l’œuvre est sculptée autant qu’elle est peinte. »

## Récompenses
- 1950 : Prix de la Nature Morte au Salon des Femmes Peintre et Sculpteurs
- 1953 : Grand Prix de l’Union des femmes peintres et sculpteurs
- 1957 : Médaille d’Argent à la Biennale de Menton. Grand Prix international de peinture de Vichy
- 1958 : Prix Poussielgue du Nu au Salon de la Société nationale des beaux-arts
- 1959 : Prix de la Ville de Fontainebleau
- 1960 : Prix Farman de la Nature morte au Salon de la Société nationale des beaux-arts.
- 1961 : Médaille de bronze du Conseil Général de Seine au Salon d'art contemporain de Montrouge
- 1962 : Grand Prix Charles Cottet à la Société nationale des beaux-arts
- 1963 : Grand Prix du Conseil général de Seine-et-Marne au Salon de Fontainebleau. Médaille d’or à la Biennale de Menton
- 1965 : Officier de l’Ordre des Palmes académiques
- 1976 : Médaille d’Argent au Salon des artistes français
- 1979 : Prix Finez Planard de la Fondation Taylor au Salon des artistes français
- 1980 : Prix du Mérite Artistique Européen. Prix de la Ville de Fontainebleau
- 1986 : Médaille d’Or du Salon Violet et Médaille d’Argent de la Ville de Paris.

## Muséographie
- Musée des Beaux-Arts de Bordeaux.
- Musée d'Art et d'Histoire de Narbonne.
- Département des estampes et de la photographie de la Bibliothèque nationale de France, Paris[37].
- Comédie Française, Paris.
- Fonds d'art contemporain - Paris Collections, Paris, Nature morte à la mandoline, huile sur toile 100x81cm, 1962[38].
- Musée de Saint-Maur-des-Fossés.
- Mairie de Vieux-Condé, San Giminiano, aquarelle 46x61cm, 1957 (dépôt du Centre national des arts plastiques)[39].
- Mairie de Villeneuve-le-Comte.

#### Ouvrages centrés
- Jacques Adelin Brutaru, Germaine Lacaze, 1983, Éditions Mayer.
- Nane Cailler, « Germaine Lacaze », Les Cahiers d'art-Documents, Éditions Pierre Cailler, no 186,‎ 1963.
- Cécile Ritzenthaler, Germaine Lacaze, Paris, Éditions de l’Amateur, 1991, 239 p. (ISBN 2-85917-109-6).

#### Ouvrages généraux
- Patrick-F Barrer, Quand l’art du XXe siècle était conçu par des inconnus… l’Histoire du Salon d’Automne de 1903 à nos jours, 1992, Les Éditions Arts et Images du Monde.
- Roger Bouillot, Les peintres de la Réalité poétique, 1987, Galerie Jean-Pierre Joubert.
- Lydia Harambourg, L’École de Paris. 1945 – 1965. Dictionnaire des peintres, 1983, Éditions Ides et Calendes  (ISBN 2-8258-0048-1).
- Le Maitron, Dictionnaire biographique, mouvement ouvrier, mouvement social, tome 7, 2011 (consulter en ligne).
- Pierre Sanchez, Dictionnaire de l’Union des femmes peintres et sculpteurs, 2010, Éditions l’Echelle de Jacob  (ISBN 978-2-35968-012-6).
- Michel Szelengowicz, Le Bassin d’Arcachon vu par les peintres, 1994, Éditions La Huche Corne  (ISBN 2-909339-03-3).